# Ebben

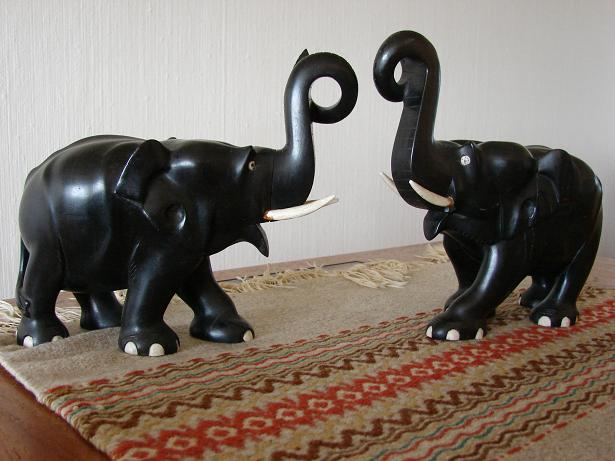
Ebbenhouten olifantjes. Waarschijnlijk van Diospyros ebenum

Ebben, of ook wel ebbenhout, is een klassieke edele houtsoort; in bredere zin is het zwart hout met een hoge volumieke massa: het zinkt in water. 
In engere zin (met als genormeerde Nederlandse naam: ebben) wordt het geleverd door een aantal tropische soorten uit het geslacht Diospyros (familie Ebenaceae). Omgekeerd is het niet zo dat alle soorten in dit geslacht ebben leveren: de meeste soorten leveren geen zwart hout en het is zelfs niet zo dat alle soorten tropisch zijn.
Er wordt verschil gemaakt tussen
- ebben: dit is zwart met soms lichtbruine strepen. Er bestaan een aantal handelsgroepen (met als bekendste Ceylon-ebben afkomstig van Diospyros ebenum) en

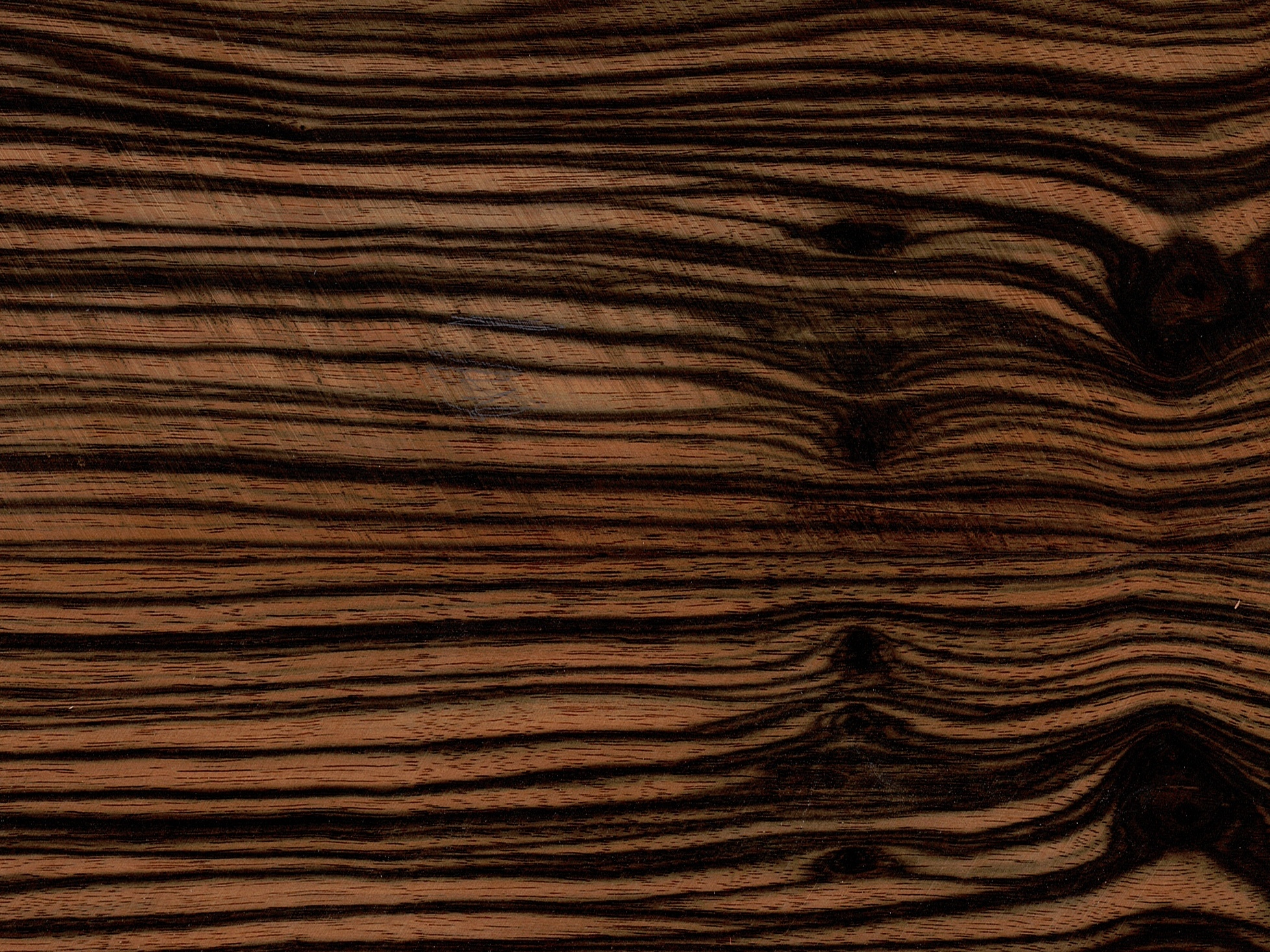
Coromandel (twee delen fineer, gespiegeld)

- coromandel: dit is bruin-zwart gestreept. Het wordt door meerdere soorten geleverd

Ebben is zeer hard, maar laat zich desondanks redelijk tot heel goed bewerken (zagen, schaven, boren en polijsten). Het heeft een homogene structuur, een korte draad en fijne nerf en splintert daarom bijna niet.
Na droging werkt het zeer weinig. Het wordt onder andere toegepast voor snijwerk, beeldhouwwerk, allerlei sierwerk, lijsten, fineer, schaakstukken, pianotoetsen, muziekinstrumenten of onderdelen ervan.
Ebben is een van de houtsoorten die per kilo worden verhandeld. De reden hiervoor is de kostbaarheid van het materiaal: bomen die ebben kunnen leveren worden steeds zeldzamer. Voor een kuub ebbenhout worden tegenwoordig tienduizenden euro's betaald. In veel landen is invoer streng gereglementeerd of zelfs verboden. Hout uit Madagascar valt onder CITES II.
Ebbenhout wordt veelvuldig gebruikt bij de productie van muziekinstrumenten: blaasinstrumenten zoals de klarinet, hobo worden wel uit dit hout vervaardigd. Ook voor de toets van strijkinstrumenten wordt normaliter ebbenhout gebruikt. Soms wordt het ook gebruikt voor de pijpen van een doedelzak.

## Fotogalerij

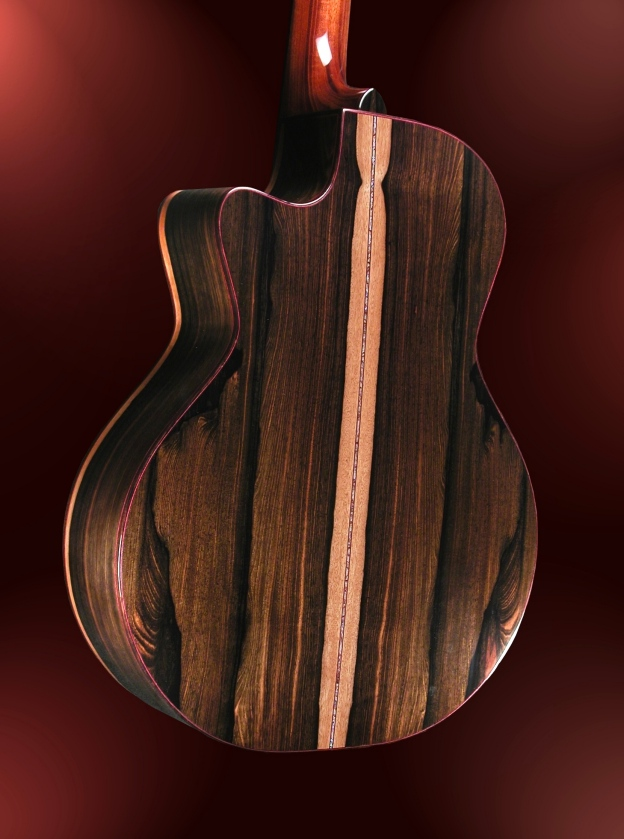
Achterkant gitaar, met bijzonder ebben
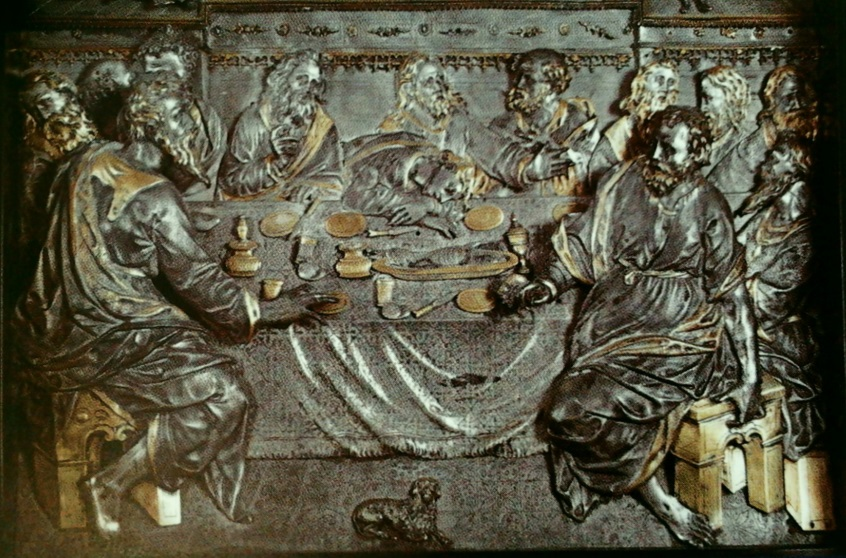
Snijwerk in ebben, rond 1610
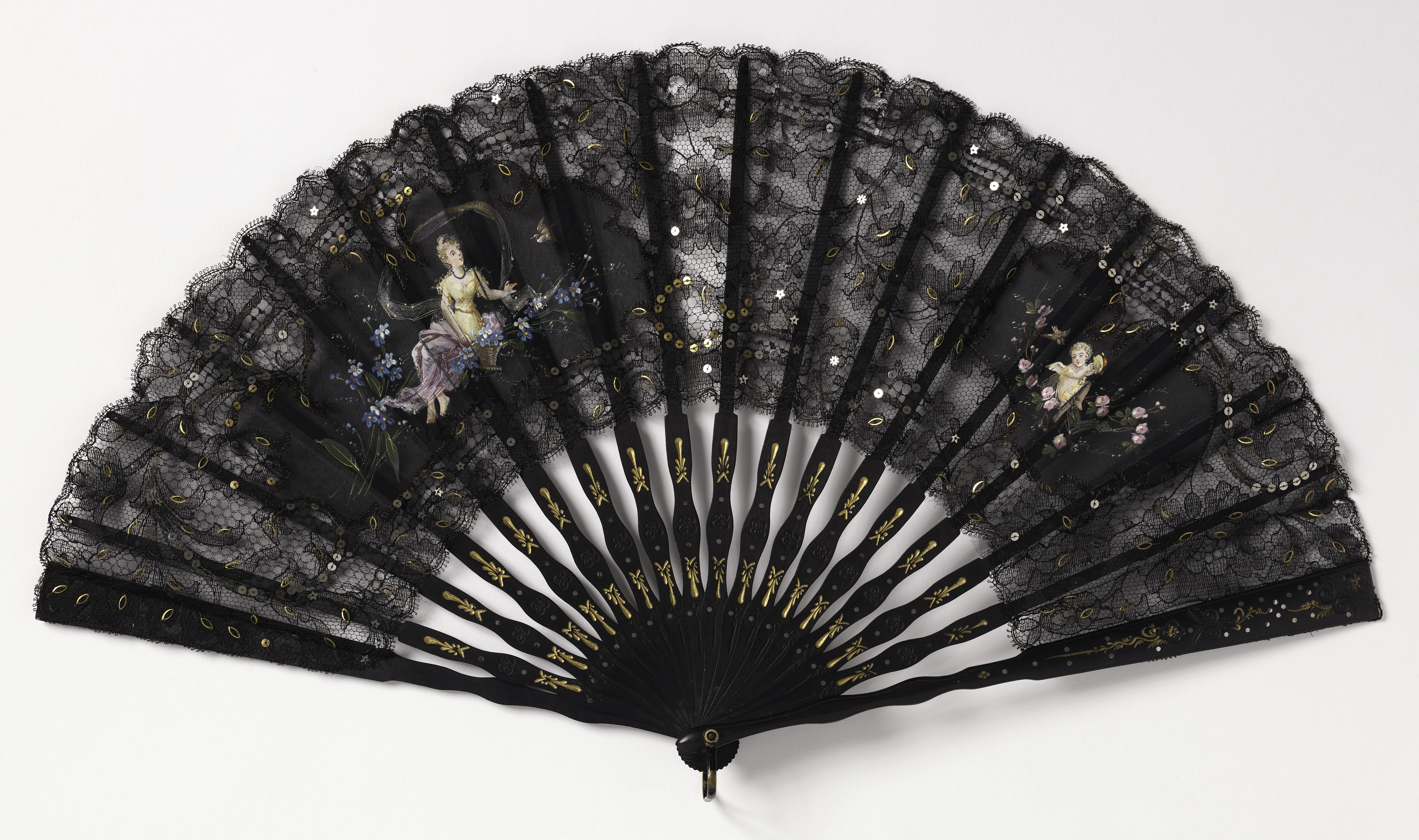
Waaier, rond 1880
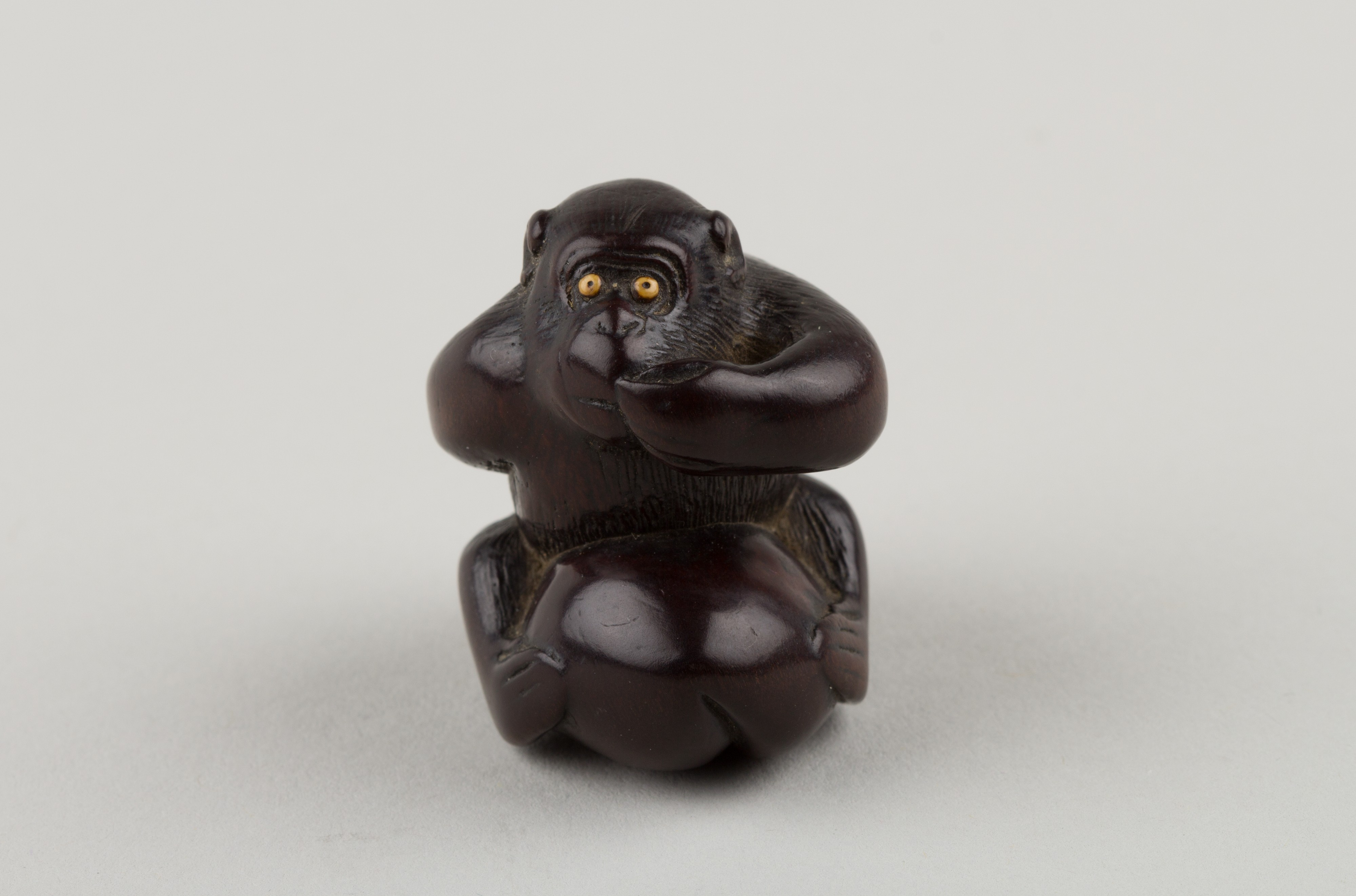
Netsuke, eind achttiende eeuw, begin negentiende eeuw
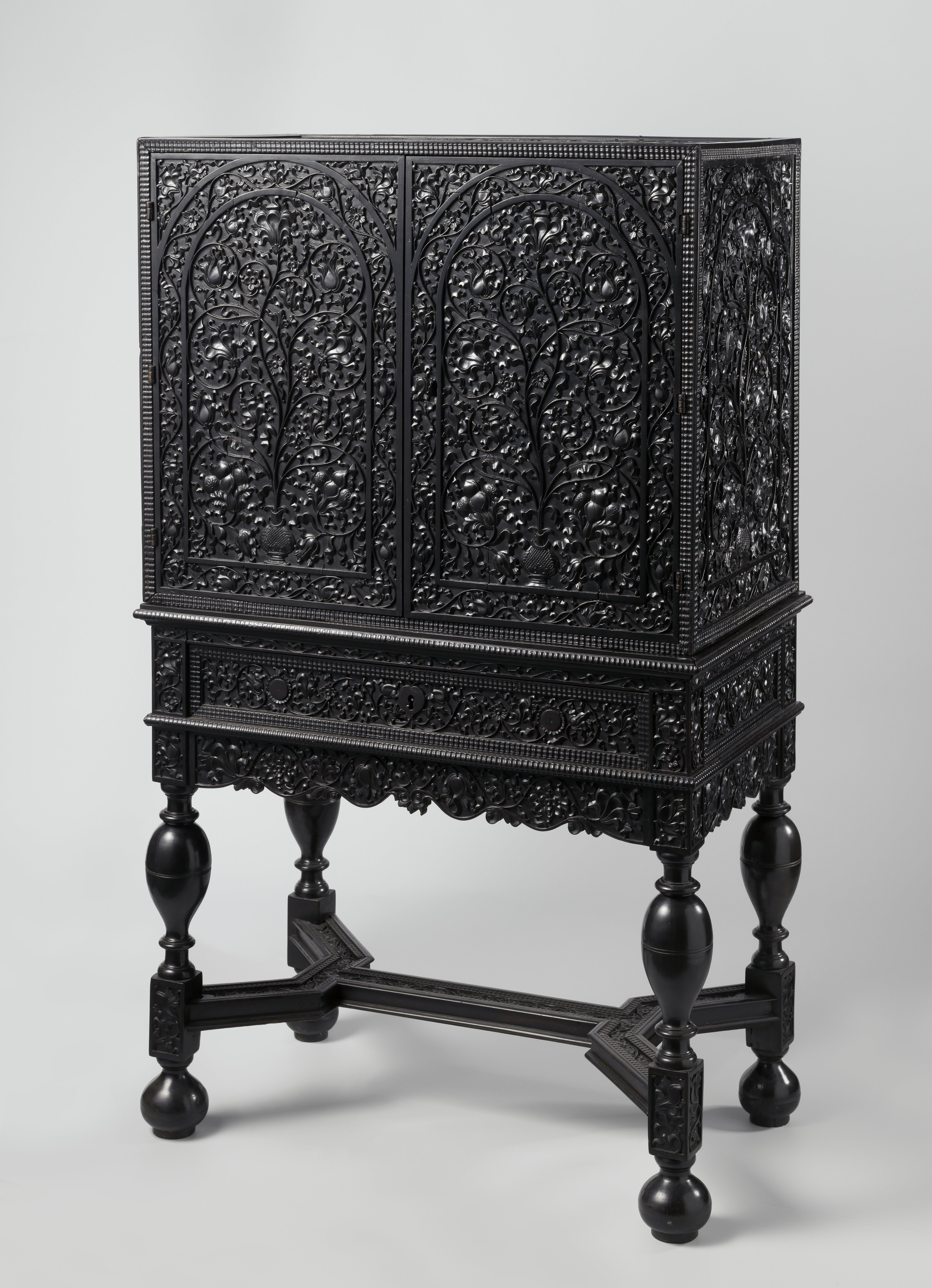
Meubel, circa 1680-1700
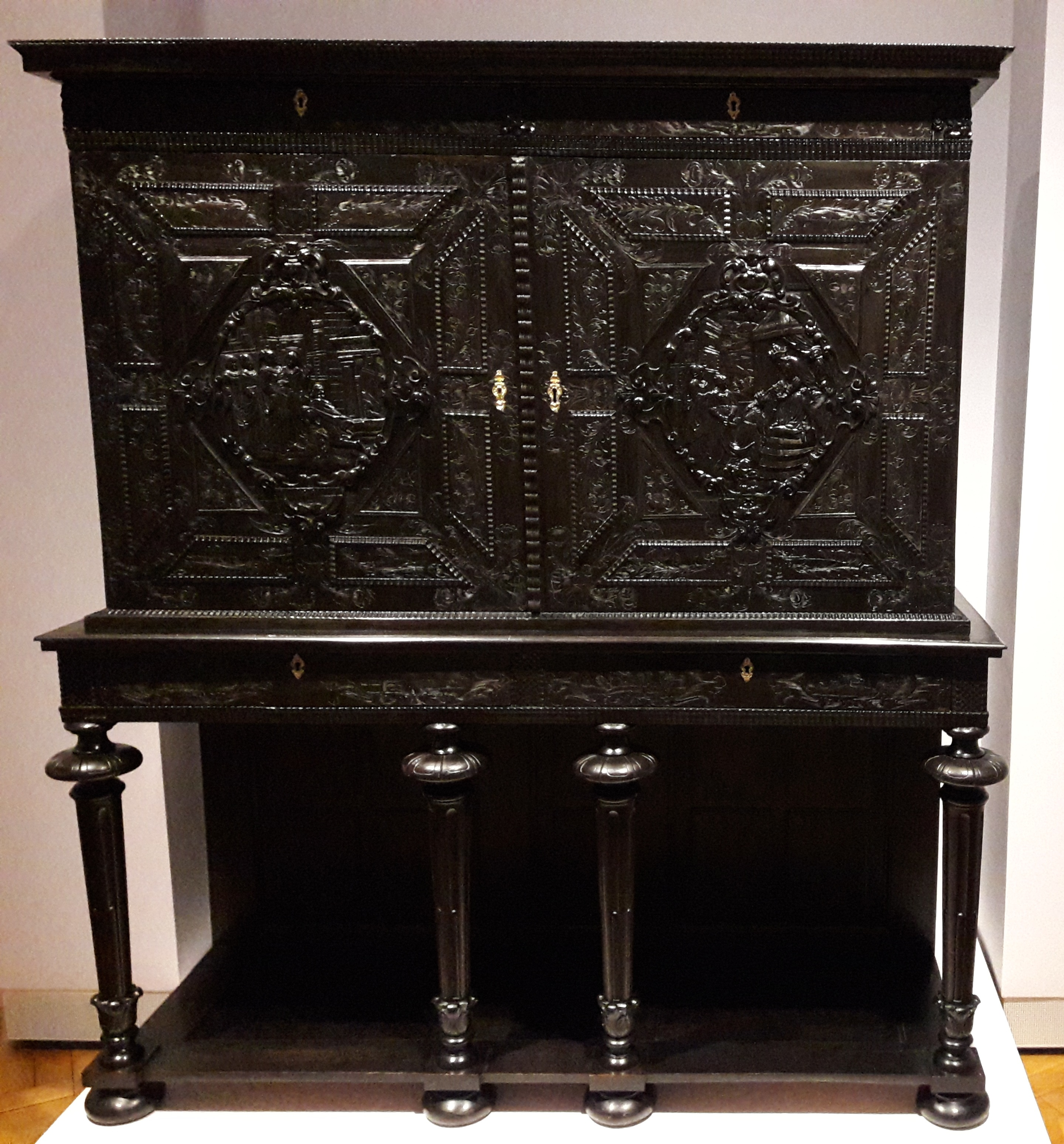
Meubel met ebbenfineer
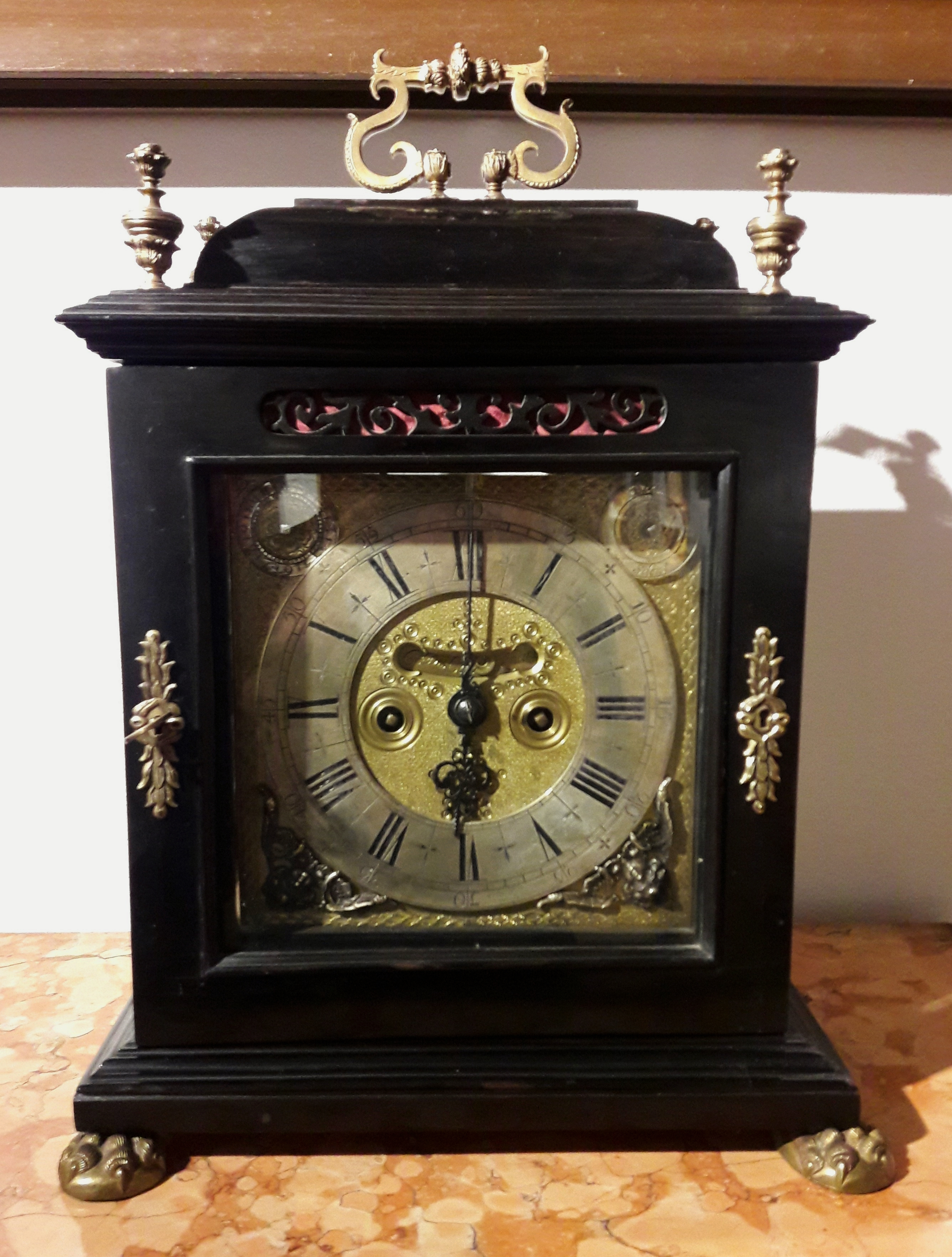
Klok met ebbenfineer
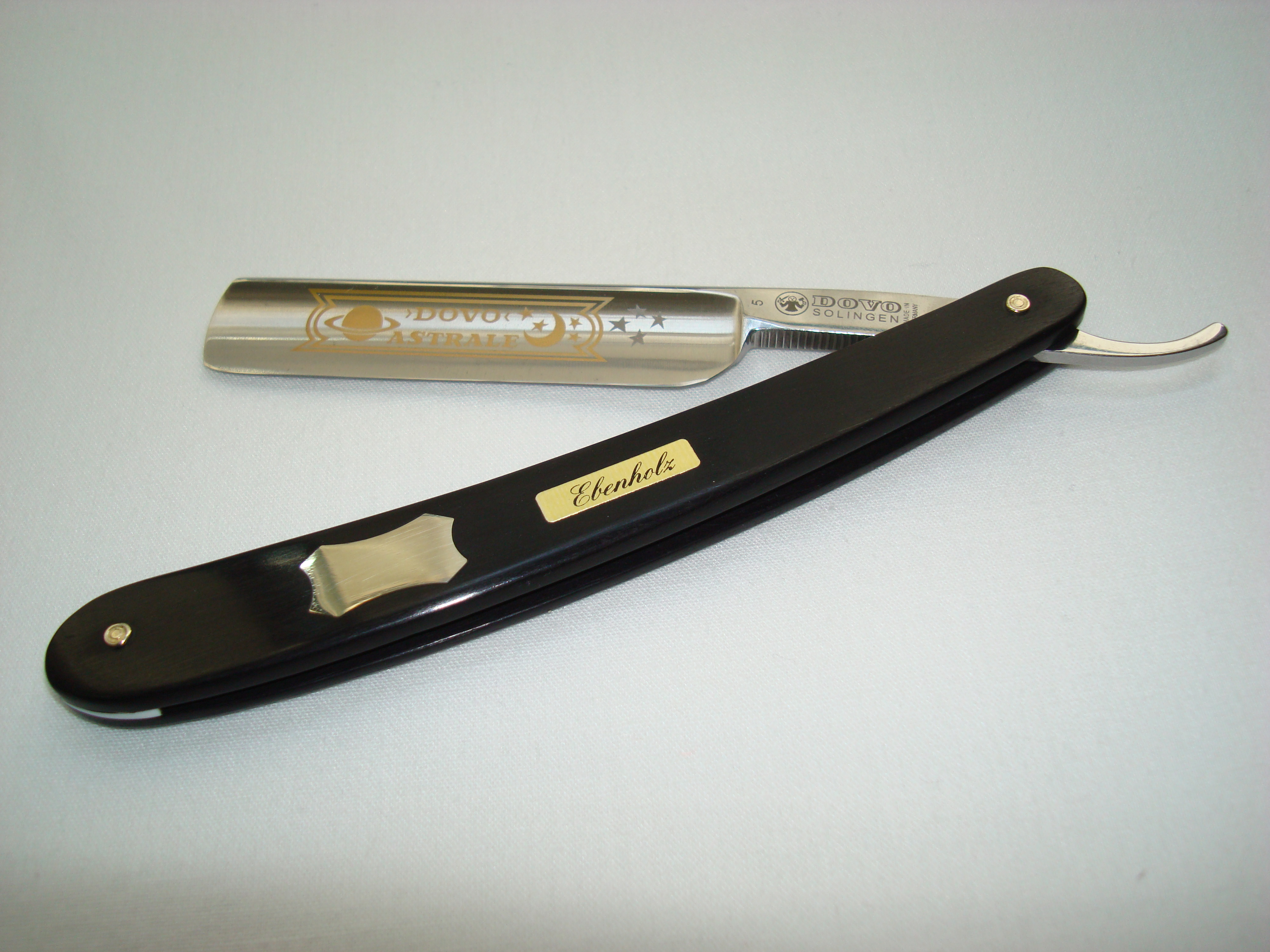
Scheermes
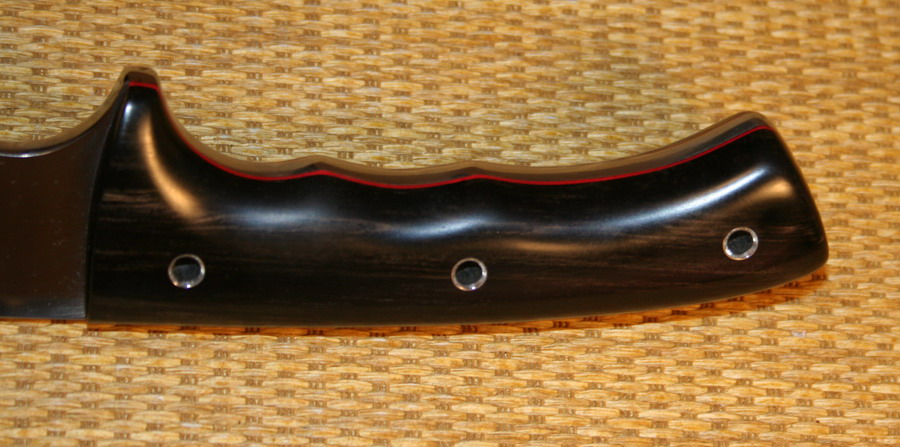
Handvat van mes
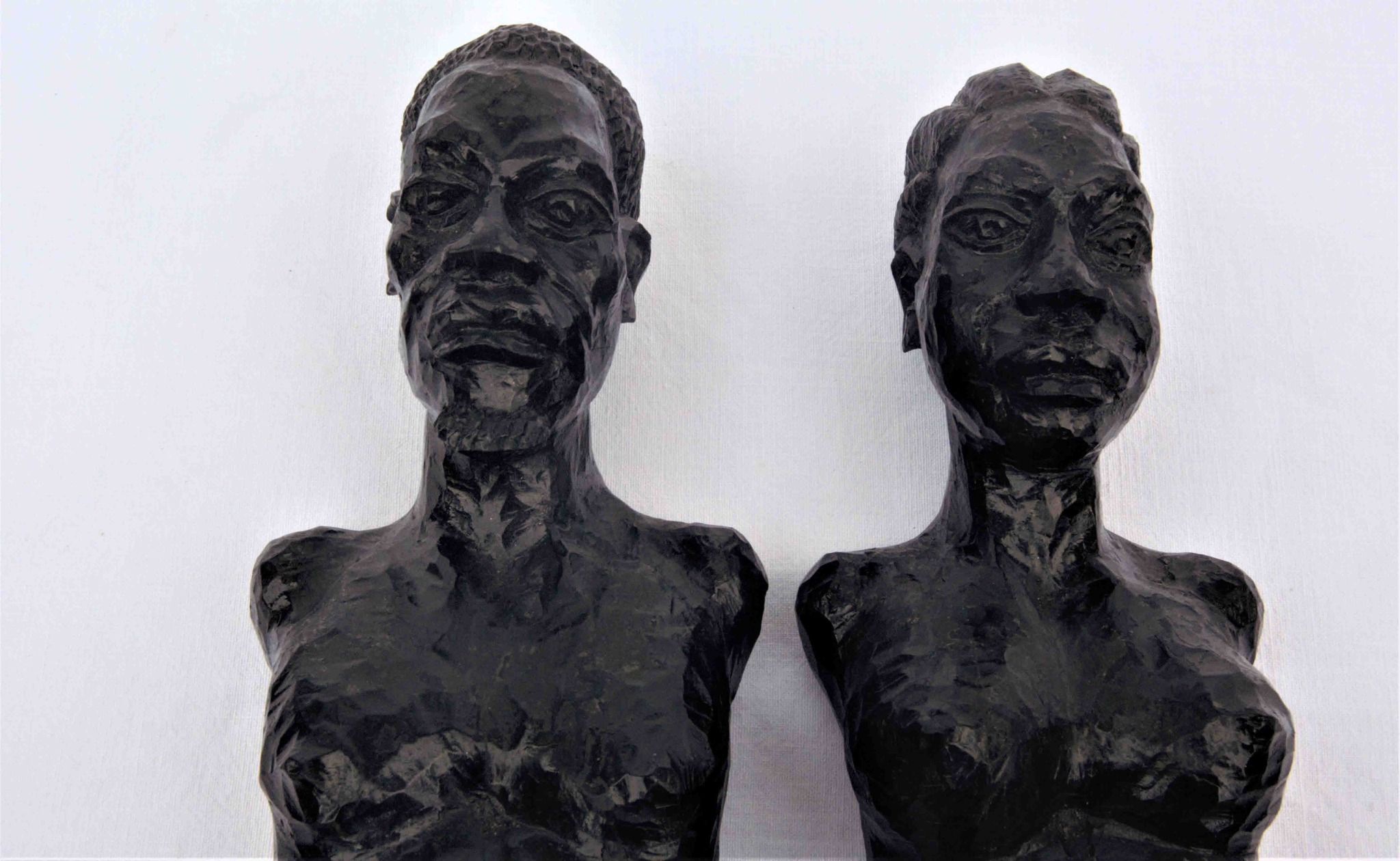
Houtsnijwerk
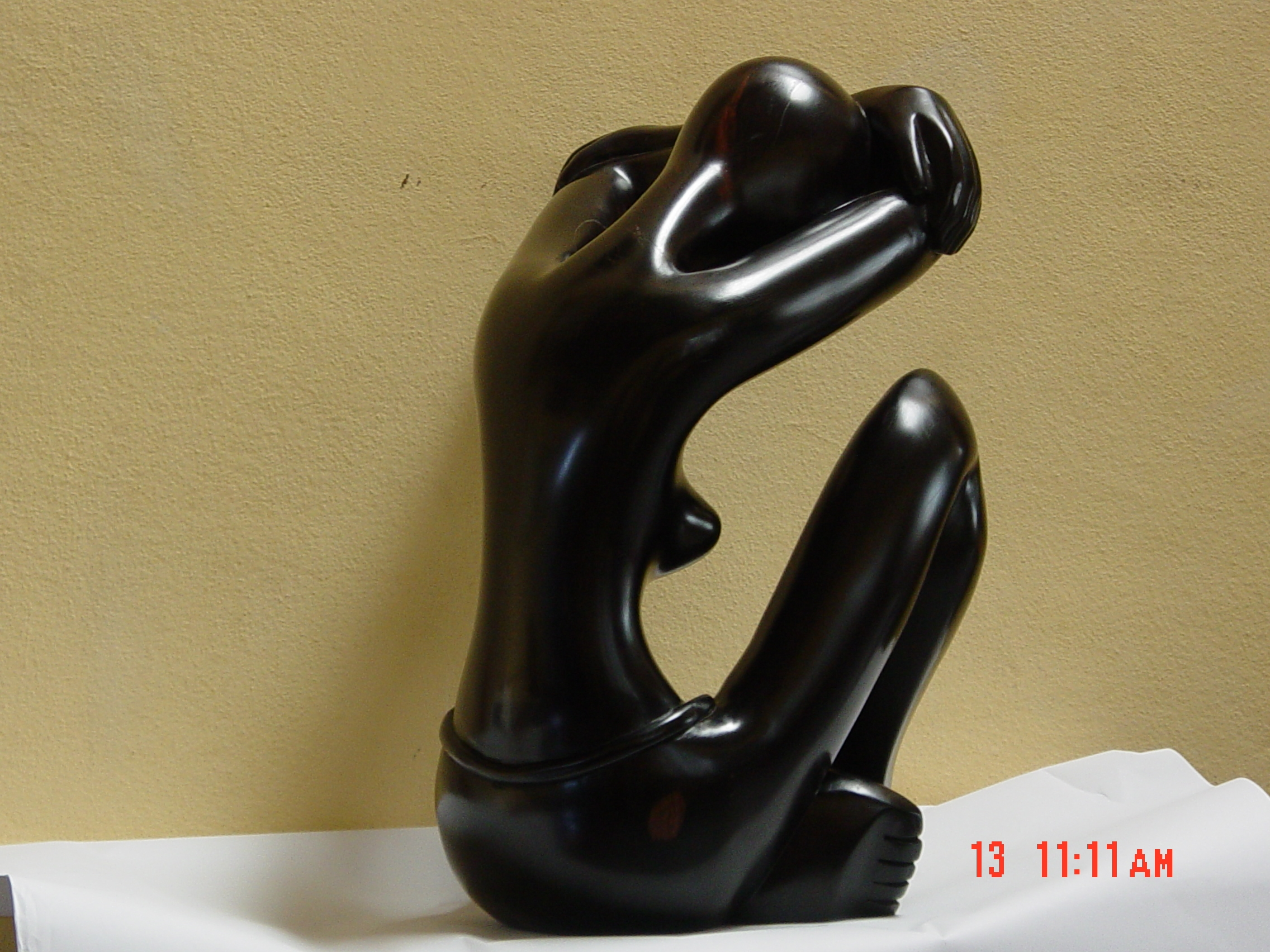
Modern beeldje
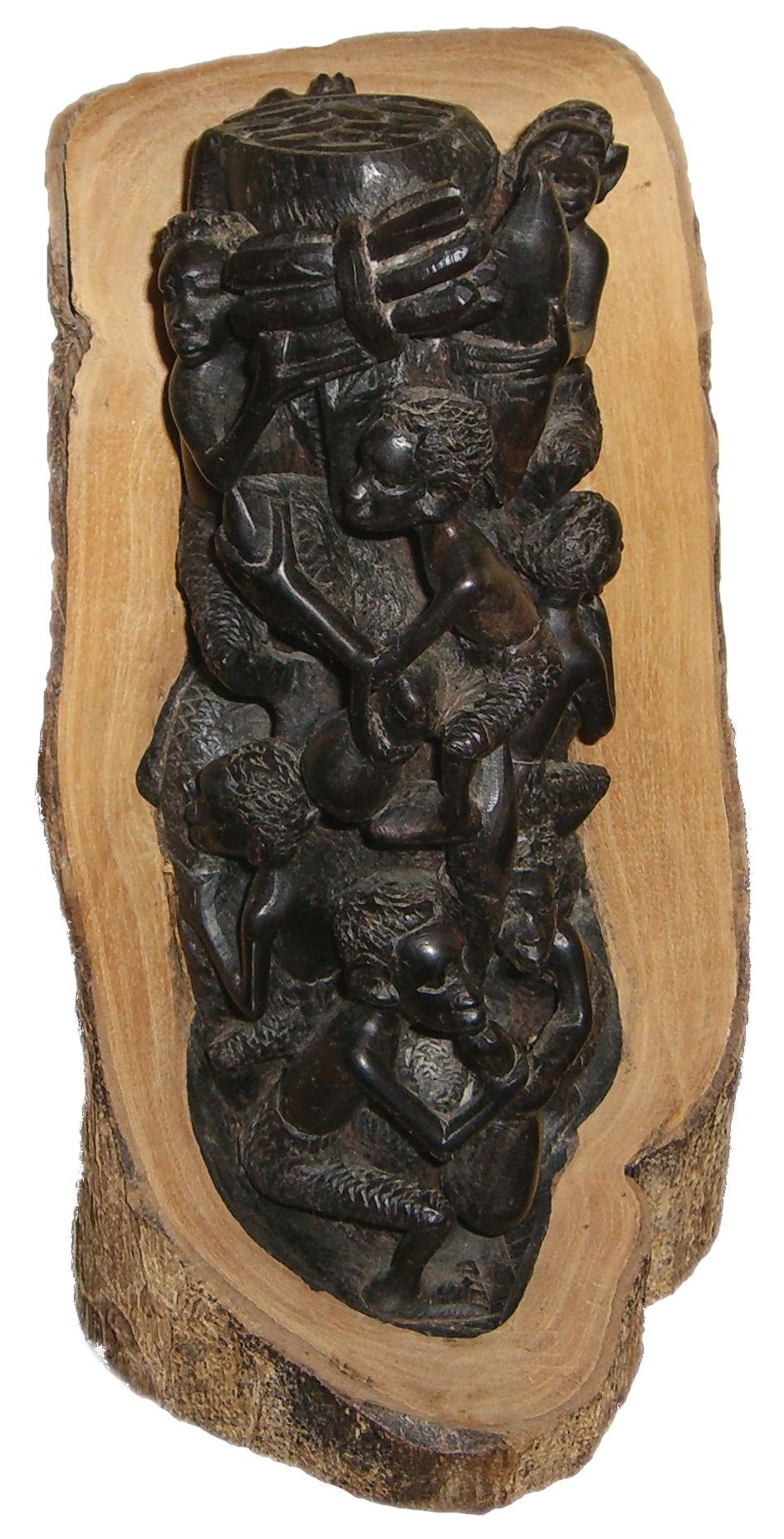
Houtsnijwerk van 'ebben' (Afrikaanse kunst). Dit zal Dalbergia melanoxylon zijn.